# Karel Jaromír Erben
Karel Jaromír Erben (Miletín, República Checa, 7 de noviembre de 1811 – Praga, id., 21 de noviembre de 1870) fue un escritor, historiador, abogado, archivero, poeta, traductor, coleccionista de cuentos y abanderado de romanticismo checo. También fue uno de los checos más importantes del renacimiento nacional checo.
Después de terminar sus estudios en el instituto en Hradec Králové y Praga trabajó como secretario en el Museo checo. Desde el año 1851 trabajó de archivero de la ciudad capital, Praga. Colaboró con Karel Hynek Mácha o František Palacký (escritores checos famosos).
Su obra más famosa se llama Kytice z pověstí národních (Un ramo de leyendas populares), que fue publicada en el año 1853. Es una colección de 13 baladas.

## Infancia y estudios
Karel Jaromír Erben nació el 7 de noviembre de 1811 en Miletín, que es una ciudad bastante pequeña cerca de Jičín, que se encuentra en la región de Hradec Králové en la República Checa. Su apellido original fue Erban. Su padre, Jan Erben, trabajaba de zapatero y fruticultor. Su madre, Anna, era ama de casa. Karel tenía un hermano gemelo que se llamaba Jan, pero él murió el 29 de diciembre de 1811. De pequeño siempre estaba enfermo y también tenía problemas de pronunciación. Empezó sus estudios en la escuela primaria de Miletín, donde trabajaba también su tío y su abuelo. Allí se preparó para sus estudios posteriores y desarrolló sus talentos, incluido el musical. Sus padres querían que fuera profesor, pero él quería ser abogado. Ayudó al origen de la terminología jurídica checa.
Comenzó a estudiar en el instituto de Hradec Králové en 1825, mientras enseñaba carillón de piano para costearse sus estudios. Le gustaba pasar su tiempo libre con sus amigos o ir de excursión durante las vacaciones de verano. En el año 1831 empezó a estudiar en la Facultad de Filosofía de la Universidad Carolina en Praga. Allí también estudió Derecho. Durante sus estudios descubrió sus intereses históricos y naturales. En esta época empezó a esbribir poemas para las revistas checas.

## Vida familiar
Su primera esposa fue Barbora (Betyna) Mečířová (28 de junio de 1818 – 20 de agosto de 1857). La conoció durante sus vacaciones en Žebrák (una ciudad en la República Checa). Se casaron en 1842 y tuvieron cuatro hijos, Blažena (1844-1933), Ladislava (1846-1892), Jaromír (1848-1849) y Bohuslava (1850-1924). Después de la muerte de su primera esposa, Karel Jaromír Erben se casó nuevamente en el año 1859 con Žofie Mastná (1836-1905) y con ella tuvo 2 hijos más, Vladimír (1859-1860) y Marie (1862-1864).

## Trabajo
Después de finalizar sus estudios de Derecho en 1837, Erben empezó a trabajar en el juzgado en Praga. También ayudaba a František Palacký con la administración del archivo checo. Al mismo tiempo trabajaba de historiador, lingüista y político. Fue erigido traductor del gobierno y luego llegó a trabajar de secretario del Museo nacional checo. Con otros escritores escribió en muchas revistas, por ejemplo Obzor o Právník.
Murió el 21 de noviembre de 1870 en Praga. Sus restos están en Olšanské hřbitovy, en Praga.

## Obra
Karel Jaromír Erben coleccionaba la literatura verbal. Le interesaba mucho el folklore checo.
Escribió cuentos, poemas, y también obras históricas.

## Publicaciones

### Obras de folklore
- Sto prostonárodních pohádek a pověstí slovanských v nářečích původních (1865) – colección de cuentos y leyendas checas
- Kytice z pověstí národních  - Un ramo de leyendas populares (1853, 1861) – colección de 13 baladas – Kytice (Ramo de flores), Poklad (Tesoro), Svatební košile (Camisa de bodas), Polednice (Bruja del mediodía), Zlatý kolovrat (La rueca de oro), Štědrý den (Víspera de navidad), Holoubek (Paloma del bosque o Paloma salvaje), Záhořovo lože (La cama de Záhoř), Vodník (El duende de las aguas), Vrba (Sauce), Lilie (Lirio), Dceřina kletba (La maldición de la hija), Věštkyně (La adivina)
- Písně národní v Čechách
- Prostonárodní písně a říkadla (1864) – colección folklore checo de 5 partes
- České pohádky – cuentos checos

### Obras históricas
- Rukopis musejní letopisů Kosmových
- Ondřej Puklice ze Vstruh
- Měsíčník hodin staročeských na Staroměstské radnici
- Regesta diplomatica nec non epistolaria Bohemiae et Moraviae